# Судья всесоюзной категории
Судья по спорту всесоюзной категории (СВК) — почётное спортивное звание в СССР.

## История
Звание «судья по спорту всесоюзной категории» установлено 14 марта 1934 года Высшим советом по физической культуре при ЦИК СССР. 
Звание присваивалось пожизненно судьям соревнований по различным видам спорта, имеющим республиканскую категорию. Кандидат на присвоение звания должен был принимать участие в обслуживании крупнейших спортивных мероприятий СССР: чемпионаты СССР по различным видам спорта, Спартакиады народов СССР и др.
Спортивным судьям, которым присваивалась квалификация судьи всесоюзной категории, выдавались удостоверения установленного образца и соответствующий номерной нагрудный значок. Номер удостоверения должен соответствовать номеру значка.
Судьи всесоюзных категорий, имеющие 25-летний стаж активной и безупречной судейской работы, награждались почётным судейским нагрудным значком. 
После распада СССР большинство национальных спортивных организаций звание «Судья всесоюзной категории» приравняли к званию «Судья международной категории» или «Судья республиканской категории».
- Удостоверение судьи всесоюзной категории Виктора Михайлова
- Почётный судейский нагрудный значок